# Lovely Rita
«Lovely Rita» (с англ. — «Прелестная Рита») — песня The Beatles из альбома Sgt. Pepper’s Lonely Hearts Club Band о девушке, работавшей контролёром на автостоянке и нравившейся главному герою.

## История создания
Согласно многим источникам, на написание песни Пола Маккартни вдохновил случай, когда работавшая на автостоянке недалеко от Эбби Роуд девушка по имени Мита Дэйвис (англ. Meta Davies) оштрафовала его за нарушение правил парковки. Это его вовсе не разозлило, напротив, он позже посвятил Мите песню. Когда Маккартни спрашивали, зачем он переименовал её в песне в Риту, он отвечал: «Ну, мне она показалась Ритой».
Именно благодаря песне в Великобритании распространилось сленговое американское выражение «meter maid», обозначающее женщину-контролёра на автостоянке.

## Запись
На записи «Lovely Rita» присутствовали Pink Floyd. Есть версия, что эта песня вдохновила их на композицию «Pow R. Toc H.» из их первого альбома The Piper at the Gates of Dawn.
Необычный звуковой эффект после строк «And the bag across her shoulder/Made her look a little like a military man» (с англ. — «А из-за сумки на её плече/Она немного напоминала солдата») был достигнут путём игры Леннона, Маккартни и Джорджа Харрисона на казу.
Девятый дубль с диалогом доступен в юбилейном переиздании альбома «Sgt. Pepper's Lonely Hearts Club Band».

## Участники записи
В записи песни принимали участие:
- Пол Маккартни — ведущий вокал, фортепиано, бас-гитара, казу
- Джон Леннон — вокал, акустическая гитара, казу
- Джордж Харрисон — вокал, электрогитара, акустическая гитара, казу
- Ринго Старр — ударная установка
- Джордж Мартин — фортепиано

## Кавер-версии
- Версия Фэтса Домино из альбома Fats Is Back (1968)
- Версия Роя Вуда для фильма «Всё это и Вторая мировая война» (1976)
- Версия Travis для фильма «В этот день 40 лет назад» (2007)
- Версия Леса Фрэдкина из альбома Pepper Front to Back (2007)
- Версия Джоан Осборн и Cheap Trick из альбома Sgt. Pepper Live (2009)